# Бен Найтгорс Кемпбелл
Бен Найтгорс Кемпбелл (англ. Ben Nighthorse Campbell; нар. 13 квітня 1933, Оберн, Каліфорнія) — американський політик. Він представляв штат Колорадо в обох палатах Конгресу США, спочатку у Палаті представників з 1987 по 1993, а потім у Сенаті з 1993 по 2005 роки. Був демократом, але у 1995 році перейшов до Республіканської партії.

## Біографія
Мати Кемпбелла була іммігранткою з Португалії, а батько — шайєнном. У нього було важке дитинство в окрузі Плейсер, п'яний батько був практично відсутній, а мати часто лежала у лікарні через туберкульоз. Він навчався у Placer High School, але кинув навчання, щоб взяти участь у Корейській війні як військовий поліцейський ВПС США. Після війни Кемпбелл навчався в Університеті штату Каліфорнія у Сан-Хосе і в Університеті Мейдзі у Токіо.
Кемпбелл був успішним дзюдоїстом у юності. Він виграв золоту медаль на Панамериканських іграх (1963), а також взяв участь у Літніх Олімпійських іграх (1964). Працював дизайнером ювелірних виробів і на ранчо, входив до Законодавчих зборів Колорадо з 1983 по 1986.